# Haithem Rzig
Haithem Rzig, né le 15 mai 1989, est un handballeur tunisien.

## Carrière
- depuis 2010 : Club africain ( Tunisie)

## Palmarès
- Vainqueur de la coupe de Tunisie : 2011